# Frederick Douglass
Frederick Douglass ˈ[frɛdrɪk ˈdʌgləsɪz] (rojen kot Frederick Augustus Washington Bailey), ameriški reformator, abolicionist, govornik, pisatelj in državnik, * cca. Februar 1817 ali 1818, Cordova, Maryland, Združene države Amerike, † 20. februar 1895, Washington, D.C., Združene države Amerike.
Frederick Douglass, nekdanji suženj iz Marylanda, je postal znan po svojem govorništvu in ostrih spisih proti suženjstvu. Napisal je tri avtobiografije in opisal svoje izkušnje kot suženj v svojih delih Narrative of the Life of Frederick Douglass, an American Slave (Pripoved o življenju Fredericka Douglassa, ameriškega sužnja, 1845), My Bondage and My Freedom (Moje suženjstvo in moja svoboda, 1855) in zadnji avtobiografiji Life and Times of Frederick Douglass (Življenje in časi Fredericka Douglassa, 1881). Aktivno je podpiral volilno pravico žensk in opravljal več javnih funkcij. Postal je prvi Afroameričan, nominiran za podpredsednika Združenih držav Amerike. 

## Suženjsko življenje
Frederick Augustus Washington Bailey se je rodil v času suženjstva in postal suženj na vzhodni obali zaliva Chesapeake v okrožju Talbot v Marylandu. V avtobiografijah je podal podatke o tem, kdaj se je rodil, njegova končna ocena pa je bila leto 1817. Na podlagi obstoječih zapisov Douglassovega nekdanjega lastnika, Aarona Anthonyja, je zgodovinar Dickson J. Preston ugotovil, da je bil Douglass rojen februarja 1818. Čeprav natančen datum njegovega rojstva ni znan, se je sam odločil, da bo praznoval svoj rojstni dan 14. februarja, saj ga je mama klicala »Mali Valentin«.

### Rodna družina
Douglass je bil mešane rase, ki je verjetno vključevala indijanske, afriške in evropejske korenine po materini strani. Zgodovinar David W. Blight je v biografiji o Douglassu, iz leta 2018, zapisal, da je bil njegov oče skoraj zagotovo bel. Douglass je dejal, da mu je mati Harriet Bailey dala ime Frederick Augustus Washington Bailey. Ko je septembra 1838 pobegnil na sever, je prevzel priimek Douglass, potem ko je že opustil svoji srednji imeni.  

### Družina Auld
Pri 6 letih so Douglassa preselili na plantažo Wye House, kjer je zanj skrbela Sofia. Ko je bil Douglass star približno 12 let, se je začel učiti abecedo. Hugh Auld, takratni lastnik, ni odobraval poučevanja, saj je menil, da bi pismenost spodbudila sužnje k želji po svobodi.
Douglass se je na skrivaj učil brati in pisati. Pogosto trdil, da je »znanje pot od suženjstva do svobode«.

## Osvoboditev
Leta 1837 se je Douglass zaljubil v Anno Murray, svobodno temnopolto žensko iz Baltimora. Njen svobodni status je okrepil prepričanje, da ima Douglass možnost, da si pridobi lastno svobodo.
3. septembra 1838 je Douglass uspešno pobegnil tako, da je prečkal široko reko Susquehanna z železniškim parnim trajektom, nato pa pot nadaljeval z vlakom čez državno mejo do Wilmingtona v Delawaru, velikega pristanišča. Od tam je šel s parnikom po reki Delaware naprej proti severovzhodu do »Quaker Cityja« v Filadelfiji. Celotna pot do svobode je trajala manj kot 24 ur. 

## Abolicionist
Douglass se je pridružil večjim organizacijam v New Bedfordu in se redno udeleževal srečanj abolicionistov. Naročen je bil na tednik Williama Lloyda Garrisona, The Liberator (Osvoboditelj). Pozneje je dejal, da je William nanj pustil velik pečat. V svoji zadnji avtobiografiji je izdal, da je Williamov prispevek zasedel posebno mesto v njegovemu srcu, takoj za Biblijo.

### Avtobiografija
Douglass je v svojem življenju izdal tri avtobiografije. Avtobiografija iz leta 1845 je bila največja prodajna uspešnica in mu omogočila zbiranje sredstev za pridobitev pravne svobode prihodnje leto. Leta 1855 je Douglass objavil knjigo My Bondage and My Freedom (Moje suženjstvo in moja svoboda) ter leta 1881, v svojih šestdesetih, izdal delo Life and Times of Frederick Douglass (Življenje in časi Fredericka Douglassa), ki ga je revidiral leta 1892.

### Pravice žensk
Leta 1848 je bil Douglass edina temnopolta oseba, ki se je udeležila prve konvencije o pravicah žensk, v zvezni državi New York. Elizabeth Cady Stanton je takrat pozvala skupščino, naj sprejme resolucijo, ki zahteva volilno pravico žensk. Številni prisotni so ideji nasprotovali. Douglass je vstal in odločno govoril v prid volilni pravici žensk. Menil je, da bi bil svet boljši, če bi bile ženske vključene v politiko. Po Douglassovih prepričljivih besedah so prisotni sprejeli resolucijo. 

### Pomen fotografije
Douglass je menil, da je fotografija zelo pomembna pri odpravljanju suženjstva in rasizma. Verjel je, da kamera ne bo lagala niti v rokah rasistične bele osebe, saj so bile fotografije odličen nasprotnik številnim rasističnim karikaturam. Bil je najbolj fotografiran Američan 19. stoletja, ki je zavestno uporabljal fotografijo za uveljavljanje svojih političnih stališč. Nikoli se ni nasmehnil, posebej zato, da ne bi igral rasistične karikature srečnega sužnja. 

## Državljanska vojna
Douglass in abolicionisti so se borili za odpravo suženjstva v državljanski vojni. Svoja stališča o boju je Douglass objavil v časopisih ter izrazil med svojimi govori.
Razglas predsednika Lincolna o emancipaciji, ki je začel veljati 1. januarja 1863, je razglasil svobodo vseh sužnjev na ozemlju v lasti Konfederacije.
Douglass je bil razočaran, ker predsednik Lincoln ni javno podprl volilne pravice za temnopolte svobodnjake.

## Zadnja leta v Washingtonu, D.C.
Leta 1881 je Douglass objavil zadnjo izdajo svoje avtobiografije Life and Times of Frederick Douglass (Življenje in časi Fredericka Douglassa). Njegova žena Anna Murray Douglass je umrla leta 1882, kar ga je potrlo. Po obdobju žalovanja je Douglass našel nov smisel v sodelovanju z aktivistko Ido B. Wells. Ponovno se je poročil leta 1884. Douglass je nadaljeval tudi z govori, tako v ZDA kot v tujini. 
Na republikanski nacionalni konvenciji leta 1888 je Douglass postal prvi Afroameričan, ki je dobil glas za predsednika ZDA na poimenskem glasovanju večje stranke.
Leta 1892 je v predelu Fells Point v Baltimoru zgradil najemna stanovanja za temnopolte, zdaj znana kot Douglass Place. Kompleks še vedno obstaja in je bil leta 2003 uvrščen v nacionalni register zgodovinskih krajev.

## Smrt
Douglass je umrl zaradi srčnega napada pri 77 letih. Pokopan je poleg Anne na parceli družine Douglass, v glavnem spominskem parku v Rochesterju. Njegov grob je, poleg groba Susan B. Anthony, najbolj obiskan na pokopališču.

## Dela

### Spisi
- A Narrative of the Life of Frederick Douglass, an American Slave (Pripoved o življenju Fredericka Douglassa, ameriškega sužnja); prva avtobiografija (1845)
- The Heroic Slave. str. 174–239 v Autographs for Freedom (Herojski suženj v delu Avtogrami za svobodo), uredila Julia Griffiths. Boston: Jewett and Company. (1853)
- My Bondage and My Freedom (Moje suženjstvo in moja svoboda); druga avtobiografija (1855)
- Life and Times of Frederick Douglass (Življenje in časi Fredericka Douglassa); tretja in zadnja avtobiografija (1881, revidirano 1892).
- The North Star (Severna zvezda), abolicionistični časopis, ki ga je ustanovil in urejal Douglass. Papir je združil z drugim in tako ustvaril Frederick Douglass' Paper (papir Fredericka Douglassa), (1847–1851)
- In the Words of Frederick Douglass: Quotations from Liberty's Champion (V besedah Fredericka Douglassa: Citati prvaka svobode), uredil John R. McKivigan and Heather L. Kaufman. Ithaca: Cornell University Press. (2012)

### Govori
- The Church and Prejudice (Cerkev in predsodki), (1841)
- What to the Slave Is the Fourth of July? (Kaj je za sužnja 4. julij?), (1852)
- Self-Made Men (Samouki mož), (1859)
- Speech at National Hall, for the Promotion of Colored Enlistments (Govor v Narodni dvorani za spodbujanje barvnih nabornikov), (6. julij,1863.)

## Zapuščina in časti
- Leta 1871 so Douglassov doprsni kip odkrili v Sibley Hallu na Univerzi v Rochestru.

- Leta 1899 so v Rochesterju v New Yorku odkrili kip Fredericka Douglassa, s čimer je Douglass postal prvi Afroameričan, ki je bil tako obeležen v državi.

- Leta 1999 je univerza Yale v njegovo čast ustanovila knjižno nagrado Fredericka Douglassa za dela o zgodovini suženjstva in njegove odprave.

- 7. januarja 2015 je kot poslovilno darilo v čast zadnjemu odboru za javna dela guvernerja, Martina O'Malleyja, Peter Franchot podaril portret Fredericka Douglassa..

- 18. oktobra 2016 je svet okrožja Columbia izglasoval, da bo novo ime mesta kot zvezne države »Washington, D.C.« in da bo »D.C.« pomenil "Douglass Commonwealth."

- Zadnje javno predavanje Fredericka Douglassa je bilo 1. februarja 1895 na univerzi West Chester, devetnajst dni pred njegovo smrtjo. Danes je v spomin na ta dogodek v univerzitetnem kampusu njegov kip.